# R. V. C. Bodley
Ronald Victor Courtenay Bodley, MC (París, 3 de marzo de 1892-Bramley, 26 de mayo de 1970), fue un oficial del Ejército Británico, escritor y periodista. Aunque nació en París, sus padres eran ingleses. Vivió allí hasta los nueve años, cuando se mudó para asistir al colegio Eton y más tarde a la Real Academia Militar de Sandhurst. Fue destinado al Cuerpo Real de Carabineros del Rey y sirvió con ellos durante la Primera Guerra Mundial. Tras la contienda, pasó siete años en el desierto del Sáhara y después viajó a lo largo de Asia. Escribió varios libros acerca de estos viajes. De hecho, se le considera uno de los mejores escritores ingleses sobre el Sáhara, así como uno de los mayores expertos occidentales sobre el Mandato del Pacífico Sur, controlado por Japón.
Se trasladó a Estados Unidos en 1935 para trabajar como guionista. Con el estallido de la Segunda Guerra Mundial, lo enviaron a París para trabajar en el Ministerio de Información. Volvió a cruzar el Atlántico más tarde y se estableció en Estados Unidos de nuevo, donde trabajó como consejero de la Oficina de Información de Guerra.

## Juventud y Primera Guerra Mundial
Bodley nació en París el 3 de marzo de 1892, hijo del escritor y funcionario John Edward Courtenay Bodley y de Evelyn Frances Bodley, cuyo apellido de soltera era Bell. Tenía dos hermanos más jóvenes: Josselin y Ava, nacidos en 1893 y 1896, respectivamente. Sus padres se divorciaron en 1908. Era descendiente también del diplomático y erudito sir Thomas Bodley, fundador de la Biblioteca Bodleiana, y primo por parte de su madre de Gertrude Bell, escritora y arqueóloga que había ayudado a determinar las dinastías hachemíes. Vivió en Francia con sus padres hasta los nueve años. Su abuelo poseía un palacio turco en Argel y solía visitarlo a menudo.
Cursó sus estudios en un liceo de París y acudió después a Eton y a la Real Academia Militar de Sandhurst. Mostró interés por la escritura y se dedicó a escribir poesía tanto en Eton como para una revista de estudiantes en Sandhurst. En septiembre de 1911, cuando se encontraba en la academia militar, fue asignado al Cuerpo Real de Carabineros del Rey como subteniente. Sirvió en un regimiento en la India británica durante tres años y fue allí donde comenzó a escribir y representar obras de teatro. El oficial bajo cuyo mando se encontraba dijo en cierta ocasión: «Las obras son entretenidas. Eres importante para el regimiento y todo eso, pero ¿te alistaste en el ejército para ser un soldado o un comediante?». Poco después estalló la Primera Guerra Mundial y a Bodley lo destinaron al Frente Occidental, donde permaneció cuatro años. Resultó herido en diversas ocasiones, incluyendo una intoxicación por gas. A los veintiséis años de edad fue ascendido al rango de teniente coronel y comandante de batallón. Asimismo, fue nombrado asistente del agregado militar en París el 15 de agosto de 1918 y asistió a la Conferencia de Paz de París de 1919. Se dice que lo que escuchó allí le hizo sentir que él y millones de soldados habían combatido en vano; más tarde escribió que «los egoístas de los políticos [estaban] sembrando el terreno para la Segunda Guerra Mundial, puesto que cada país se guardaba en el bolsillo lo que podía, creando antagonismos nacionales y reviviendo las intrigas secretas». Defraudado por el ejército, consideró seguir el consejo de David Lloyd George, el primer ministro, y emprender una carrera política.

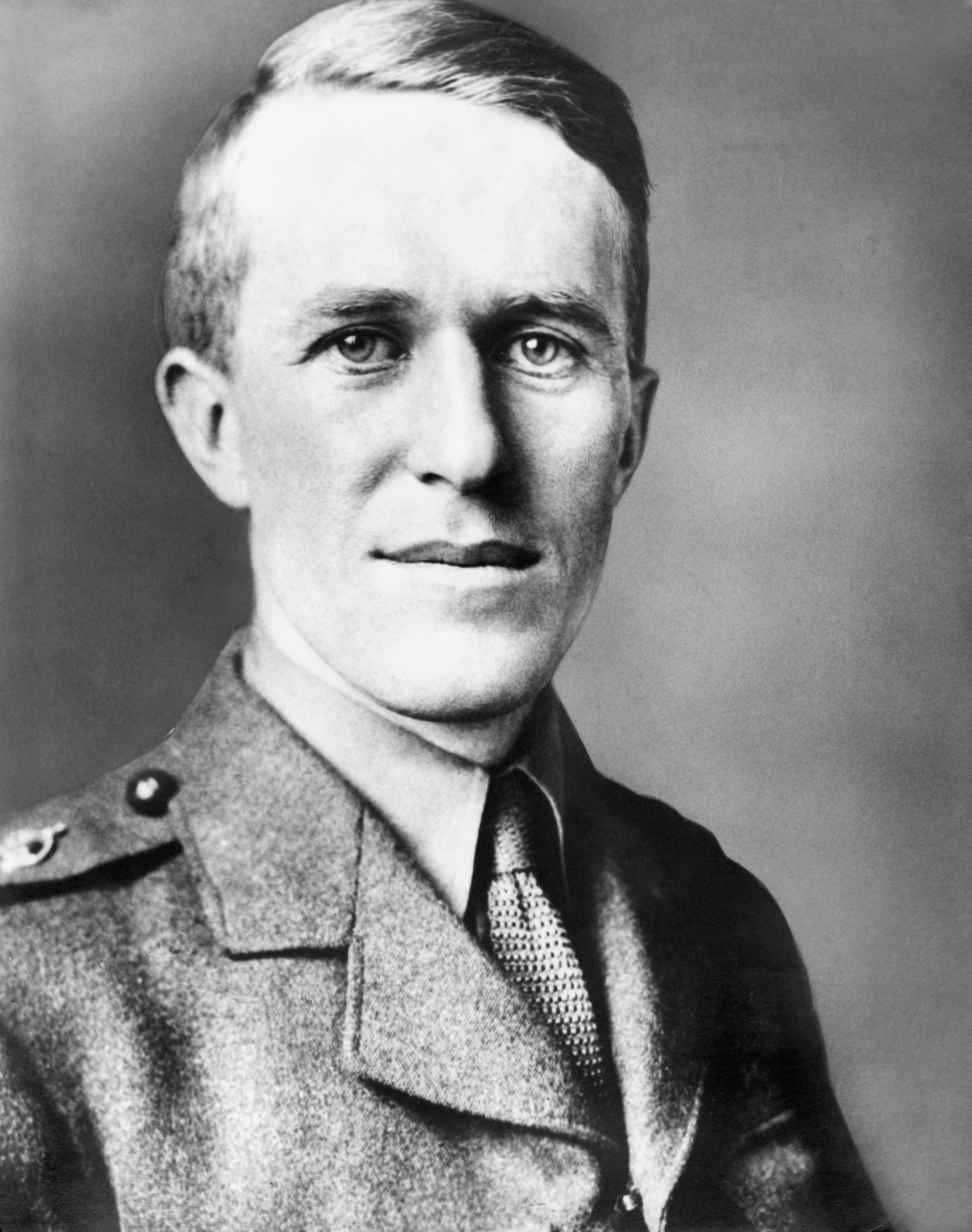
Cuando se conocieron durante la Conferencia de París, T. E. Lawrence le recriminó que fuera a iniciar una carrera en política. Esto, según el propio Bodley, cambió su vida.

Gertrude Bell le presentó a T. E. Lawrence un día, durante la Conferencia de París, y Bodley le comentó su intención de comenzar en la política. Lawrence le respondió furioso, llamándole imbécil y traidor. Cuando le contestó que no tenía planes de futuro una vez acabada la guerra y le preguntó qué hacer, Lawrence le sugirió que se fuera a vivir con los árabes. Bodley diría después que esta conversación, que «no duró más de doscientos segundos», le cambió la vida. Resolvió con rapidez algunos asuntos pendientes y con un total de trescientas libras y ningún ingreso previsto para el futuro, se marchó al desierto del Sáhara. Sus amigos, perplejos, le organizaron una fiesta de despedida. Coincidían todos en que volvería en menos de seis semanas; sin embargo, pasó allí siete años.

## Viajes por el Sáhara y Asia
En el Sáhara, vivió con una tribu beduina nómada. Se hizo con un rebaño de ovejas y cabras y las convirtió en su fuente de ingresos. Para ello tuvo que contratar a diez pastores que se encargaran de sus cuidados, pero tuvo beneficios considerables. Iba vestido como los árabes, hablaba árabe, profesaba la fe musulmana y era abstemio; de hecho, no retomó la bebida a la vuelta del desierto. Dejó la tribu cuando su líder se lo aconsejó, dado que, según él, ya no tenía sentido que siguiera haciéndose pasar por árabe. En 1927, siguiendo el consejo del editor Michael Joseph, escribió Algeria from Within (Argelia desde dentro), basado en sus experiencias en la Argelia francesa. El libro tuvo un éxito superior al esperado y le animó a seguir escribiendo. Su primera novela, Yasmina, fue publicada a finales de ese mismo año, se vendió bien y se imprimió otra tirada. La siguiente, Opal Fire, publicada el año siguiente, no triunfó en el mercado, pero esto no lo desanimó y persistió. De sus años en el Sáhara llegó a decir que fueron «los más apacibles y satisfactorios» de su vida. Se le considera uno de los autores sobre el Sáhara más relevantes.
Tras dejar el desierto, Bodley estuvo tres meses trabajando en una plantación de té en Java y después viajó a China y Japón. El éxito de Algeria from Within le facilitó la tarea de encontrar trabajo como periodista en Asia. Ejerció de corresponsal extranjero para el londinense The Sphere y el australiano The Advertiser. Fue uno de los occidentales a los que Japón brindó acceso al Mandato del Pacífico Sur en la década de los treinta y se le consideraba una de las fuentes de información sobre el lugar más relevantes. El Mandato era un conjunto de islas al norte del océano Pacífico que habían pertenecido al imperio colonial alemán hasta la ocupación japonesa durante la Primera Guerra Mundial; en ese momento, Japón las gobernaba bajo un mandato de la Sociedad de Naciones. Al igual que otros occidentales a los que se les permitió el acceso, informó de que no había evidencias de que Japón estuviese militarizando la zona. El Ministerio de Asuntos Exteriores japonés «coreografió cuidadosamente» sus movimientos por la zona. El libro The Drama in the Pacific, publicado en 1934, recoge sus experiencias y descubrimientos allí y apunta que «habiendo visitado prácticamente cada isla [...], estoy convencido de que no se ha hecho nada para convertir este lugar en una base naval». En su libro de 1998, Nan'yo: the Rise and Fall of the Japanese in Micronesia, 1885–1945, Mark Peattie apuntó que, aunque sería fácil acusar a Bodley y al resto de escritores de inocentes, la militarización de la zona fue, en realidad, compleja y se dio en diversas fases. Bodley iba a bordo del barco japonés Shizuoka Maru cuando este encalló en un coral al norte de la isla Yap en abril de 1933. El navío no se pudo recuperar, pero no hubo heridos. La Universidad de Keio le ofreció después un puesto como profesor de inglés y lo desempeñó durante nueve meses, unas vivencias que relató en A Japanese Omelette, de 1933. Tanto él como el profesor Eishiro Hori colaboraron en la traducción al japonés de Round the Red Lamp, libro de Arthur Conan Doyle publicado en 1934. En 1935 Bodley publicó una biografía del almirante Tōgō Heihachirō.

## Vida posterior

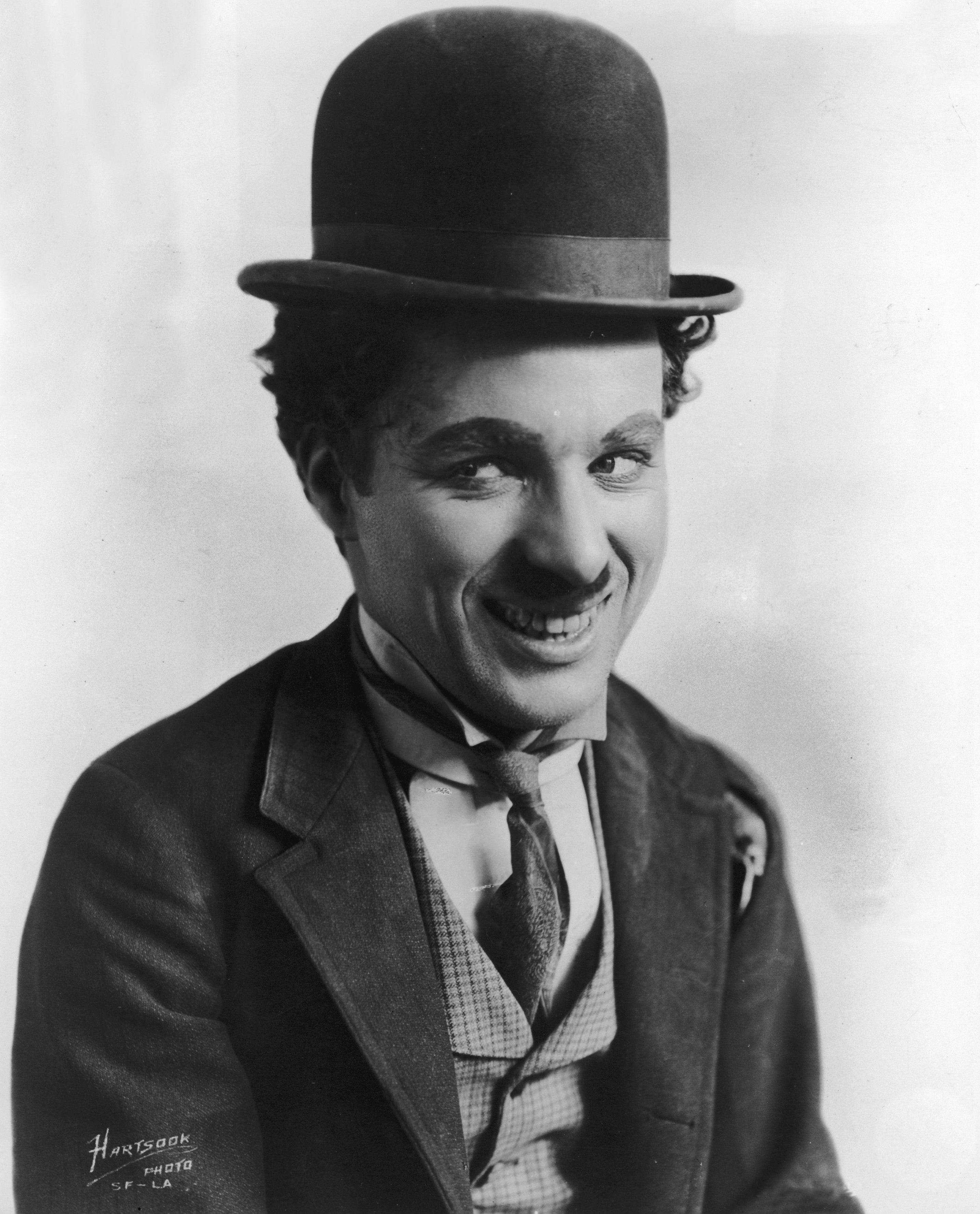
Bodley fue la primera persona a la que contrató Charlie Chaplin para que le redactara un guion; sin embargo, abandonó el proyecto antes de estar listo.

En 1935 tomó el Chichibu Maru y partió de Japón rumbo a los Estados Unidos para trabajar de guionista. Charlie Chaplin lo contrató en octubre de 1936 para adaptar Regency, la novela de D. L. Murray. Era la primera vez que el británico contrataba a alguien para escribir un guion, ya que, hasta el momento, se los había escrito él todos. En enero de 1937, Bodley tenía ya un esbozo, y completó su trabajo en marzo, pero Chaplin abandonó el proyecto en mayo y decidió dedicarse a otro que ya estaba en marcha. Bodley también trabajó en el guion de la película A Yank at Oxford, estrenada en 1938. En los Estados Unidos lo conocían como «Ronnie», mientras que la prensa se refería a él como «Bodley de Arabia».
Con el estallido de la Segunda Guerra Mundial, se unió inmediatamente al Cuerpo de Carabineros del Rey, donde se le otorgó el rango de mayor. Considerado demasiado mayor para servir en la infantería, lo enviaron al Ministerio de Información en París. Estaba en la capital gala cuando los alemanes invadieron el país en mayo de 1940. De acuerdo con la contraportada de su libro The Soundless Sahara, comenzó a trabajar tras las líneas alemanas tan pronto como cayó París, pero después se vio obligado a escapar a través de los Pirineos a pie cuando la Gestapo comenzó a sospechar de él. Un artículo biográfico escrito en 2013 por William Snell, de la Universidad de Keio, no menciona ni su trabajo en el ministerio ni su huida; en cambio, asegura que se quedó con su madre y su padrastro cerca de Bayona tras la invasión. Según Snell, su madre y su padrastro se negaron a huir, por lo que Bodley y otros tres británicos accedieron a España en coche con la ayuda de un amigo que trabajaba en la embajada británica en Madrid. El artículo concluye diciendo que aunque la vida de Bodley estuvo plagada de aventuras, él trataba de no dramatizarla. Tras esto, regresó a los Estados Unidos, para lo cual tuvo que pasar antes por Portugal. Una vez en América se centró en su carrera como escritor y se dedicó también a dar conferencias. Era habitual que se aislara por completo para escribir un libro, lo que le solía tomar unas diez semanas. Muchos de ellos los escribió en York Harbor. Asimismo, las conferencias las solía dar mientras viajaba a lo largo y ancho de los Estados Unidos; con lo que cubrió prácticamente todos los estados. En sus intervenciones solía referirse a sí mismo como coronel o mayor. Alcanzada la edad para jubilarse del ejército, lo abandonó el 3 de marzo de 1943. Al año siguiente consiguió la ciudadanía estadounidense y trabajó como asesor de la sección para el mundo árabe de la Oficina de Información de Guerra.

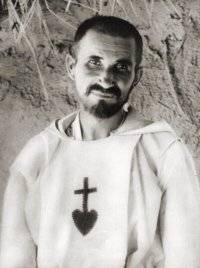
Su biografía de Charles de Foucauld, titulada The Warrior Saint, recibió las alabanzas de la crítica literaria.

En 1944 publicó Wind in the Sahara, que alcanzó las siete ediciones en 1949 y se tradujo a ocho idiomas. La novela satírica The Gay Deserters, inspirada en su huida del ejército alemán, no tuvo, sin embargo, mucho éxito; Robert Pick, crítico del Saturday Review, escribió que no tenía ninguna gracia. Más tarde, Bodley diría que sus talentos como escritor se limitaban al campo de la no-ficción, añadiendo que de «las muchas novelas [...] y obras de teatro que había escrito, se habían publicado cuatro y producido dos, pero todas ellas habían fracasado a la hora de crear interés». Escribió también un ensayo titulado I Lived in the Garden of Allah, que se incluyó en el libro de autoayuda de Dale Carnegie How to Stop Worrying and Start Living. En 1953 escribió The Warrior Saint, una biografía de Charles de Foucauld sobre lo que John Cogley, del New York Times, dijo: «Ha escrito un relato claro, poético y francamente admirable» de la vida de Foucauld.
Dos años más tarde publicó un libro de autoayuda, In Search of Serenity, que era en parte autobiográfico. Elsie Robinson, de The Index-Journal, y Phyllis Battle, del Tipton Tribun, lo calificaron positivamente. Su siguiente libro, que sería el último, The Soundless Sahara, se publicó en 1968; de acuerdo con la contraportada, vivió parte de sus últimos años en Massachusetts y el resto en Inglaterra o Francia. También ayudó a Phillip Knightley y Colin Simpson con The Secret Lives of Lawrence of Arabia, publicado por Thomas Nelson en 1969. Bodley falleció el 26 de mayo de 1970 en una residencia de ancianos de Bramley, Surrey.

## Vida privada
Bodley se casó con Ruth Mary Elizabeth Stapleton-Bretherton el 30 de abril de 1917, mientras estaba de permiso. Tuvieron un hijo, Mark Courtenay Bodley, nacido el 22 de mayo de 1918. Su mujer, sin embargo, solicitó el divorcio alegando que él era adúltero y bebía en exceso. Como no contestó al requerimiento, el divorcio se hizo efectivo el 8 de junio de 1926. En sus memorias de 1931, Indiscretions of a Young Man, Bodley aseguró que su matrimonio fue una «acción desafortunada», que «probó la insensatez de aquellos jóvenes que ignoraban el consejo de sus padres». En 1927 se casó con la australiana Beatrice Claire Lamb, a la que había conocido mientras estaba de viaje en el norte de África. Esta, sin embargo, solicitó el divorcio en 1939. El hijo de Bodley, que ascendió al puesto de teniente de los Royal Armoured Corps, falleció en una acción militar llevada a cabo en Libia en 1942; su padre le dedicó Wind in the Sahara. Este se volvió a casar en noviembre de 1949, esta vez con una divorciada estadounidense, Harriet Moseley; de acuerdo con The Soundless Sahara, publicado en 1968, aún estaban casados entonces. William Snell asegura que no hay mucha información acerca de sus últimos años, pero cree que el matrimonio terminó antes de 1969.

## Condecoraciones
Se le concedió la Cruz Militar en 1916. Asimismo, recibió, de manos del presidente francés, la Cruz de Caballero de la Legión de Honor en 1919 y fue designado oficial de la Orden de la Estrella Negra en 1920, caballero de la Orden de la Cruz rumana ese mismo año y de la Orden de Wen-Hu china en 1921.

## Publicaciones
Bodley publicó dieciocho libros a lo largo de su carrera:
- Algeria from Within (1927)
- Yasmina: A Story of Algeria (1927)
- Opal Fire (1928)
- Indiscretions of a Young Man (1931)
- The Lilac Troll (1932)
- A Japanese Omelette (1933)
- Indiscreet travels East (Java, China and Japan) (1934)
- The Drama of the Pacific (1934)
- Admiral Togo (1935)
- Gertrude Bell (1940), con Lorna Hearst
- Flight into Portugal (1941)
- Wind in the Sahara (1944)
- The Gay Deserters (1945)
- The Messenger (1946)
- The Quest (1947)
- The Warrior Saint (1953)
- In Search of Serenity (1955)
- The Soundless Sahara (1968)